# دوشینگان
دوشینگان یک روستا در ایران است که در دهستان درمیان واقع شده‌است.